# Pelosia immaculata
Pelosia immaculata là một loài bướm đêm thuộc phân họ Arctiinae, họ Erebidae.